# 周南市立図書館
1. 周南市立新南陽図書館外観
2. 周南市立福川図書館外観

周南市立図書館（しゅうなんしりつとしょかん）は、山口県周南市の公共図書館。

## 概要
2003年（平成15年）4月21日の市町村合併に伴い、旧2市2町（徳山市、新南陽市、熊毛町、鹿野町）の各公共図書館を引き継ぐ形で誕生した。2018年（平成30年）2月には新たに徳山駅前図書館が開館し、現在は中央図書館を中心とした以下の6館体制となっている。
- 中央図書館
- 新南陽図書館
- 福川図書館
- 熊毛図書館
- 鹿野図書館
- 徳山駅前図書館

また、中央図書館では移動図書館「やまびこ号」「やまびこ号Jr.（大津島地区）」を運行している。
2014年（平成26年）9月に市が策定した第二次周南市子供読書活動推進計画 に基づき、お話し会の実施や、学校図書館との連携、団体貸出の拡充など、子供の読書活動推進を行っている。
2020年（令和2年）3月3日から31日まで新型コロナウイルス感染症拡大の防止策のため全館臨時休館となった。4月1日からはいったん再開したが周南市内で感染者が確認されたため、4月6日から5月10日まで再び全館臨時休館となった後、さらに5月24日まで臨時休館を延長した。

## 利用について
- 利用資格 - 日本国内に居住する者[7]
- 貸出数 - 1人15点まで（そのうち新刊書、AV資料、紙芝居は5点以内）[7]
- 貸出期間 - 2週間以内[7]
- 返却 - 周南市内のどこの図書館でも返却可能[7]

図書館システムは全館共通化されている。図書館カードも全館共通利用が可能。また、全館が山口県立山口図書館の遠隔地利用者返却システムの対象館である。
図書館カードは、通常の図書館カードと、図書館カード機能付きTカードの選択制。いずれも全館で利用可能だが、後者については徳山駅前図書館でのみ発行しており、条例で定められた規則に加えて「Tカードでの周南市立図書館利用に関する規約」及び「T会員規約」が適用される
。CCCが定める「T会員規約」の定めが異なる場合は、Tカードでの周南市立図書館利用に関する規約が優先的に適用され、Tカードでの周南市立図書館利用に関する規約に定めのない事項については、市条例で定められた規則とT会員規則で定められた規則及び諸規約の規定が適用される。

## 中央図書館

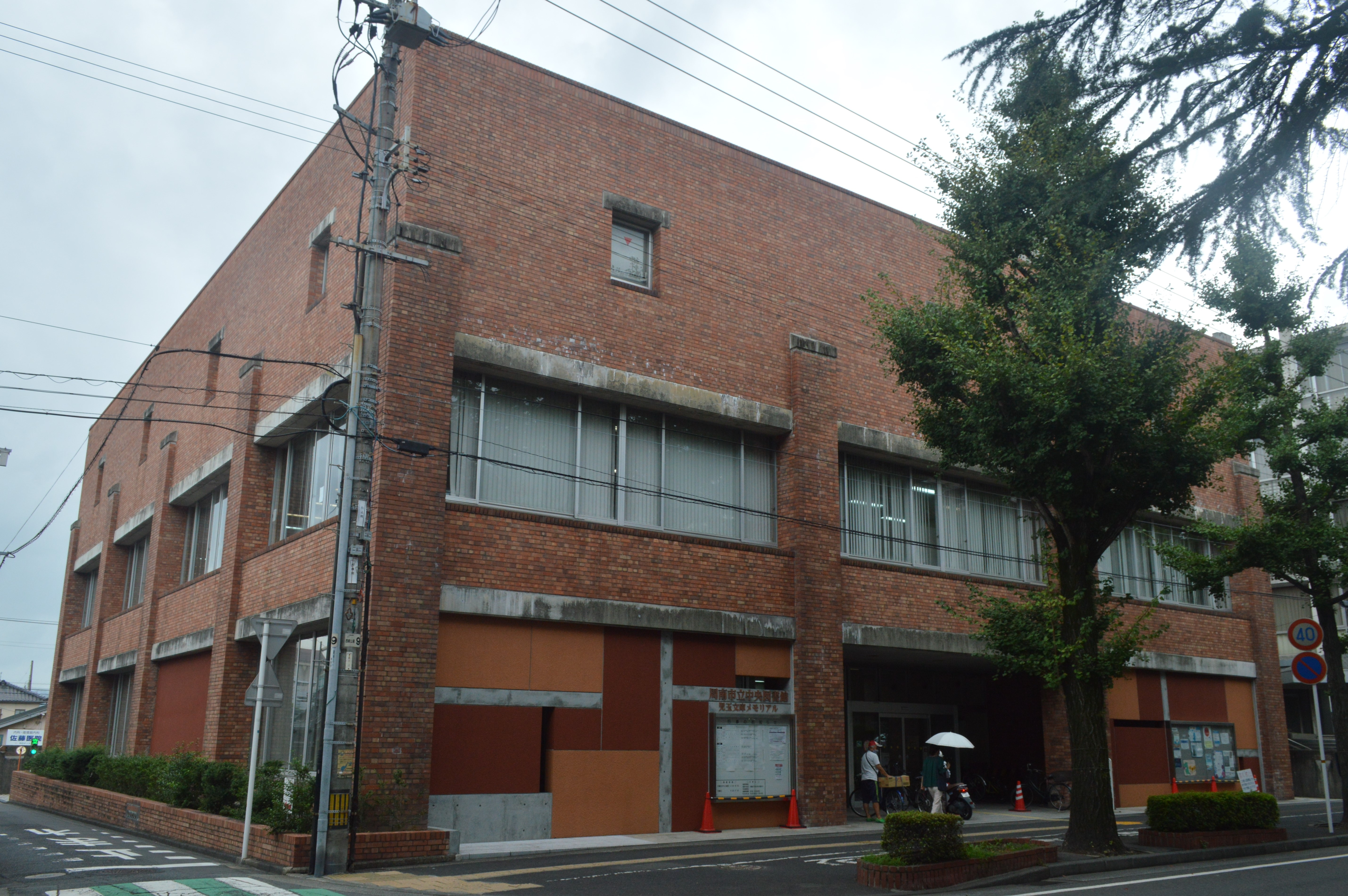
周南市立中央図書館

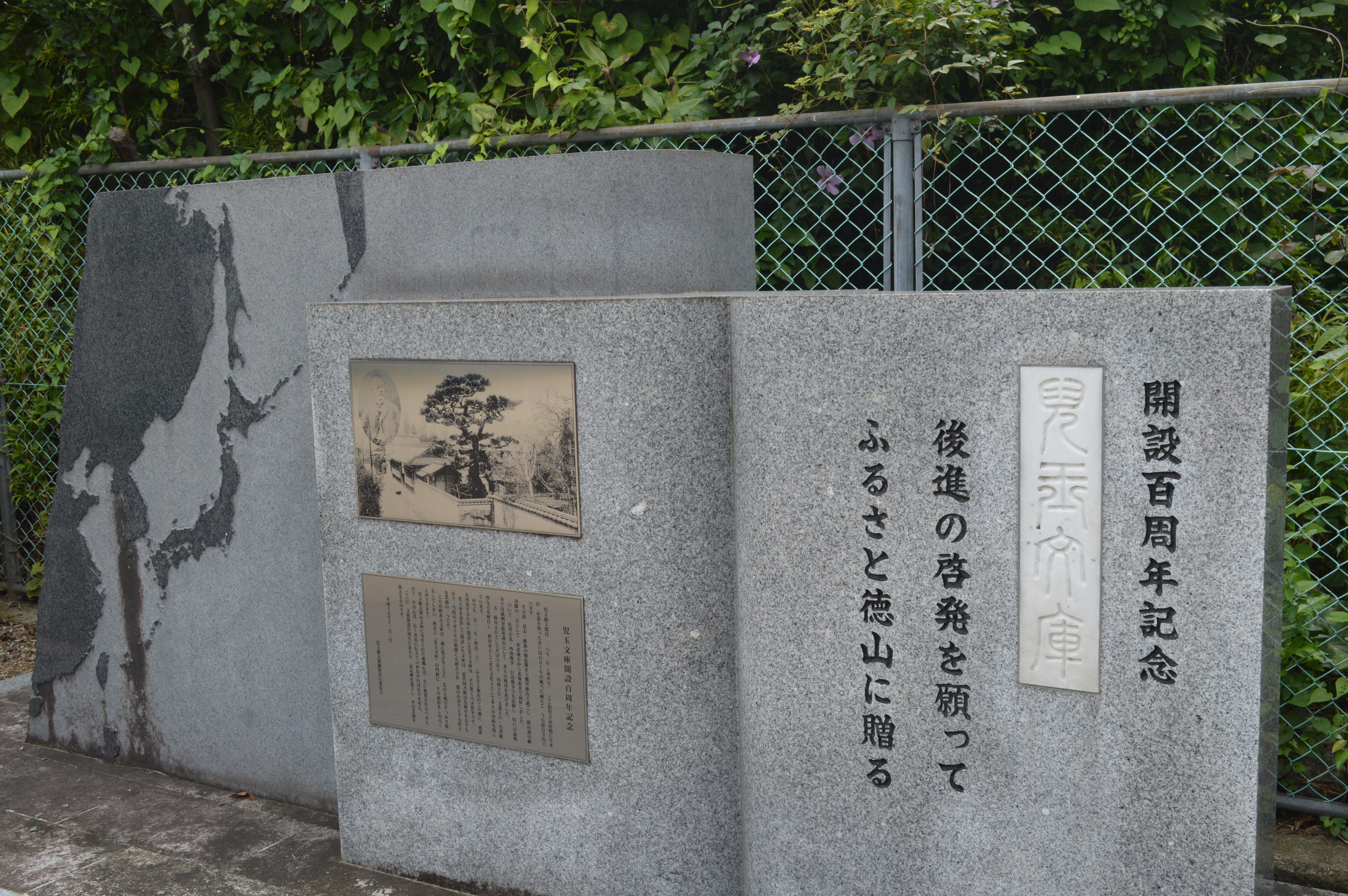
児玉源太郎生誕の地公園にある児玉文庫の石碑

周南市の中心部（旧徳山市中心部、徳山小学校区）に位置する。1948年（昭和23年）10月に開館。1982年（昭和57年）1月6日に現在地に移転した。合併前の旧称は徳山市立徳山図書館（開館時）→徳山市立中央図書館（1982年の移転時）。
徳山にはかつて、児玉源太郎が旧都濃郡徳山町の生家跡に設立した私立図書館「児玉文庫」があった。1903年（明治36年）の開館以降、郷土の社会教育施設として親しまれたが、1945年（昭和20年）7月26日の徳山空襲により焼失した。この文庫を惜しむ市民の声が、本図書館の建設へと繋がったとされる。児玉文庫の跡地付近には現在、児玉源太郎生誕の地公園がある。
耐震工事明けの2019年3月1日の再開館を機に愛称を「児玉文庫メモリアル」と制定した。。

### 施設概要
- 愛称 - 児玉文庫メモリアル[16]
- 所在地 - 〒745-0071 山口県周南市岐山通2丁目7番地[1]
- 延床面積 - 3,681.21m2[1]
- 蔵書数 - 342,269点（2016年度）[1]
- 貸出数 - 391,228点（2016年度）[1]
- 来館者数 - 190,920名（2016年度）[1]
- 職員数 - 20名（2016年度）[1]

### 開館時間・休館日
- 開館時間 - 9:30-18:00（火～土曜）、9:30-17:00（日曜）[17]
- 休館日 - 毎週月曜日、祝日（月曜日が祝日の場合はその翌日を含む）、月末整理日、資料点検期間（年1～2回、それぞれ10日以内）、年末年始（12月28日～1月4日）[17]

### 交通アクセス
- JR徳山駅から徒歩10分[17]
- 防長交通「図書館前」バス停下車 徒歩2分[17]
- 防長交通「市役所前」バス停下車 徒歩5分[17]

## 新南陽図書館
旧新南陽市の中心部（富田地区）に位置する。1932年（昭和7年）4月に富田町立図書館として開館。南陽町立富田図書館を経て新南陽市図書館となり、2015年（平成27年）5月12日に現在地（周南市学び・交流プラザ内）に移転。合併前の旧称は新南陽市図書館。

### 施設概要
- 所在地 - 〒746-0016 山口県周南市中央町4番10号（周南市学び・交流プラザ内）[1]
- 延床面積 - 1,145.22m2[1]
- 蔵書数 - 107,483点（2016年度）[1]
- 貸出数 - 261,112点（2016年度）[1]
- 来館者数 - 177,050名（2016年度）[1]
- 職員数 - 11名（2016年度）[1]

### 開館時間・休館日
- 開館時間 - 9:30-18:30（火～金曜）、9:30-17:30（土・日曜）[17]
- 休館日 - 毎週月曜日、祝日、月末整理日、資料点検期間（年1～2回、それぞれ10日以内）、年末年始（12月28日～1月4日）[17]

### 交通アクセス
- JR新南陽駅から徒歩5分[17]
- 防長交通「新南陽市民病院前」バス停下車

## 福川図書館
旧新南陽市の福川地区に位置する。1908年（明治41年）4月1日に福川村立福川図書館として開館。南陽町立を経て新南陽市福川図書館となり、1990年（平成2年）11月1日に現在地（新南陽ふれあいセンター内）に新設。

### 施設概要
- 所在地 - 〒746-0042 山口県周南市福川南町2番1号（新南陽ふれあいセンター内）[1]
- 延床面積 - 6,318m2（新南陽ふれあいセンター全体）[1]
- 蔵書数 - 19,343点（2016年度）[1]
- 貸出数 - 28,051点（2016年度）[1]
- 来館者数 - 33,482名（2016年度）[1]
- 職員数 - 9名（2016年度）[1]

### 開館時間・休館日
- 開館時間 - 9:30-17:30（火～土曜）、9:30-16:00（日曜）[17]
- 休館日 - 毎週月曜日、祝日、月末整理日、資料点検期間（年1～2回、それぞれ10日以内）、年末年始（12月28日～1月4日）[17]

### 交通アクセス
- JR福川駅から徒歩3分[17]
- 防長交通「ふれあいセンター前」バス停下車

## 熊毛図書館

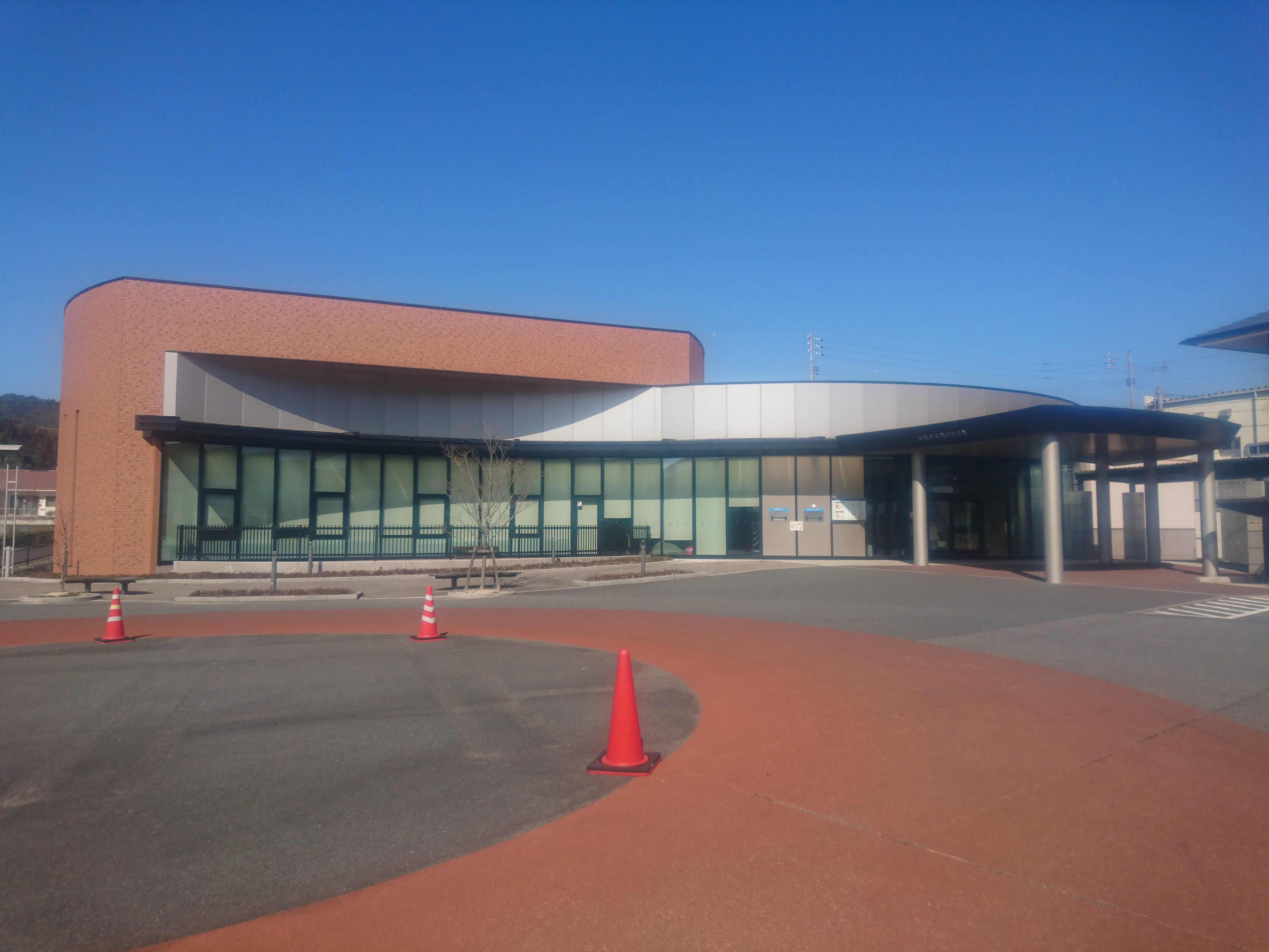
周南市立熊毛図書館

旧熊毛町の中心部（高水地区）に位置する。1989年（平成元年）10月14]に開館。2010年（平成22年）6月1日に現在地（熊毛総合支所・ゆめプラザ熊毛敷地内）に移転。合併前の旧称は熊毛町立図書館。
本州唯一のナベヅル渡来地である八代盆地に近いことから、ツルや野鳥に関する資料の収集を行っており、「ナベヅル・バードブックコーナー」を設けている。

### 施設概要
- 所在地 - 〒745-0698 山口県周南市熊毛中央町1番1号[1]
- 延床面積 - 935.8m2[1]
- 蔵書数 - 106,665点（2016年度）[1]
- 貸出数 - 105,092点（2016年度）[1]
- 来館者数 - 54,641名（2016年度）[1]
- 職員数 - 6名（2016年度）[1]

### 開館時間・休館日
- 開館時間 - 9:30-18:00（火～金曜）、9:30-17:30（土・日曜）[17]
- 休館日 - 毎週月曜日、祝日（月曜日が祝日の場合はその翌日を含む）、月末整理日、資料点検期間（年1～2回、それぞれ10日以内）、年末年始（12月28日～1月4日）[17]

### 交通アクセス
- JR高水駅から徒歩10分
- 防長交通「ゆめプラザ熊毛」バス停下車

## 鹿野図書館

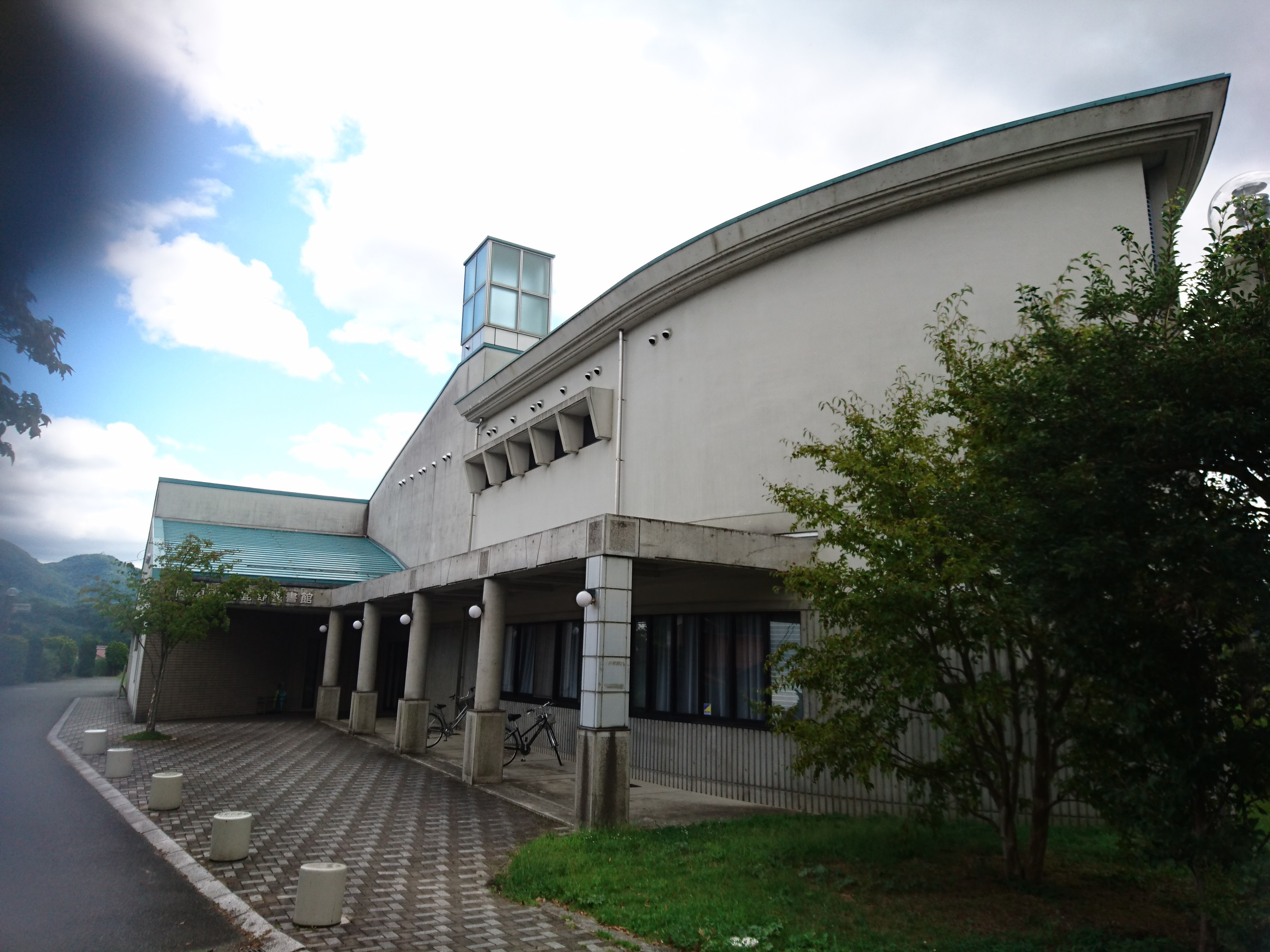
周南市立鹿野図書館

旧鹿野町の中心部（鹿野地区）に位置する。1993年（平成5年）11月15日に開館。合併前の旧称は鹿野町立図書館。
2階に民俗資料展示室が設けられている。

### 施設概要
- 所在地 - 〒745-0304 山口県周南市大字鹿野下1276番地の1[1]
- 延床面積 - 1,120.5m2（2階を含む）[1]
- 蔵書数 - 60,180点（2016年度）[1]
- 貸出数 - 31,213点（2016年度）[1]
- 来館者数 - 20,657名（2016年度）[1]
- 職員数 - 4名（2016年度）[1]

### 開館時間・休館日
- 開館時間 - 9:30-18:00（火～金曜）、9:30-17:00（土・日曜）[17]
- 休館日 - 毎週月曜日、祝日（月曜日が祝日の場合はその翌日を含む）、月末整理日、資料点検期間（年1～2回、それぞれ10日以内）、年末年始（12月28日～1月4日）[17]

### 交通アクセス
- 防長交通「コアプラザかの」または「鹿野」バス停下車
- 中国自動車道鹿野ICから車で5分

## 徳山駅前図書館

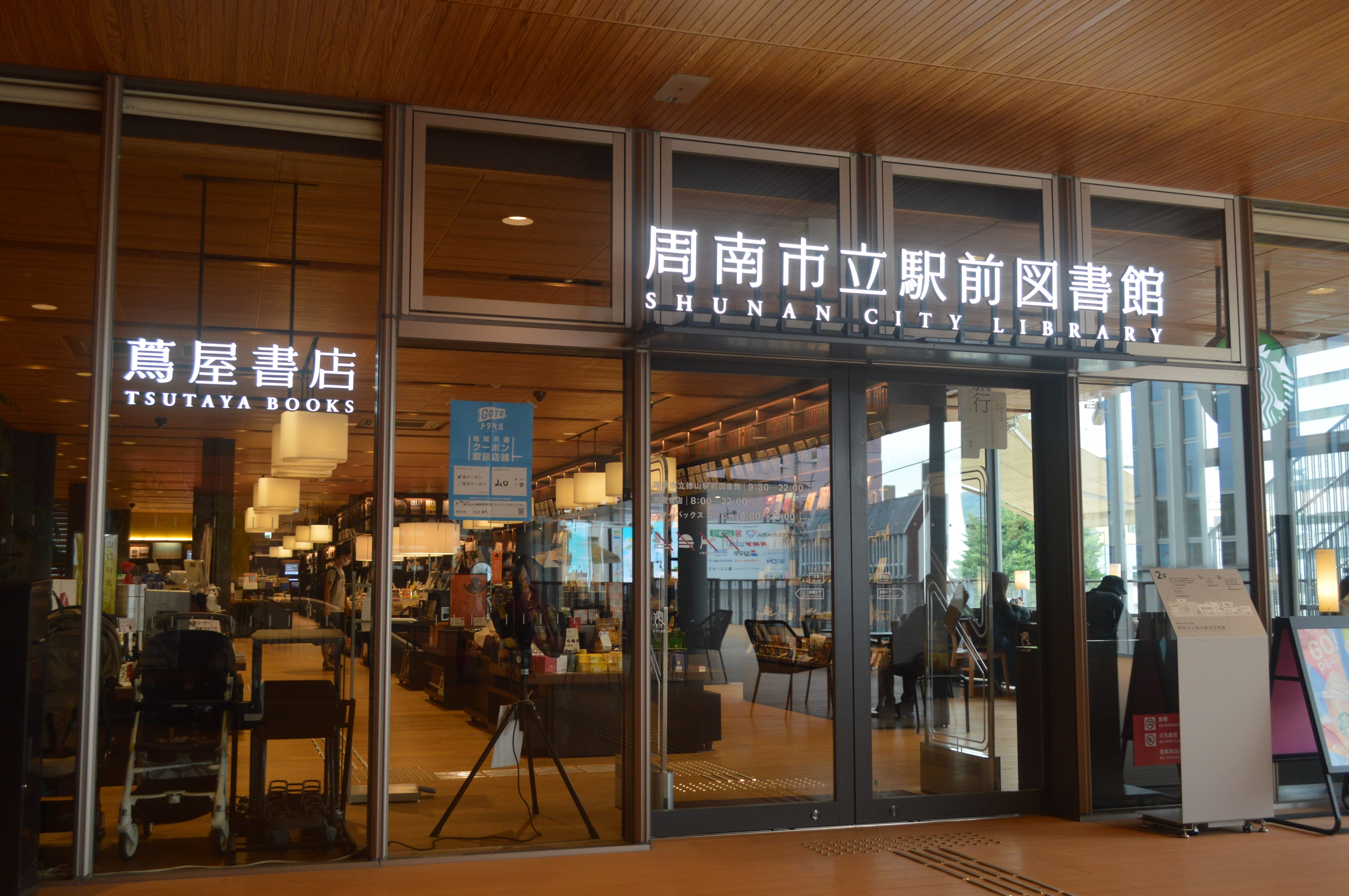
周南市立徳山駅前図書館

周南市がJR徳山駅に隣接して整備した周南市徳山駅前賑わい交流施設の核施設。2018年（平成30年）2月3日に開館。中央図書館とは約800mの距離に位置している。
本図書館は、周南市徳山駅前賑わい交流施設と共に指定管理者制度が導入されており、指定管理者であるカルチュア・コンビニエンス・クラブ（CCC）が一体的に管理を行っている。年中無休の開館、図書館内への書店やカフェの出店など、武雄市図書館・歴史資料館をはじめとしたCCCが運営する他の図書館と共通する特徴がある。
ウェブサイト上で予約した中央図書館の資料を当日中に本図書館で受け取ることができる当日受取サービスや、宅配で自宅から返却が可能な宅配返却サービス（有料）などが提供されている。2階には、子供向けのフロアであるキッズライブラリーが設けられている。CCCによるウェブサイトでは3階に仕事や学習にも利用できる席が用意されているとされる。ただし開館の約4か月前に公開された周南市のページにも「学習スペース、ビジネススペース等」の記述がある一方で、同時に公開された内観イメージ にあるビジネススペースはレイアウトもイメージも実現されていない。
入居している建物の看板が、条例上の図書館名称から“徳山”を省いた「周南市立駅前図書館」という表記になっているが、正式名称は「周南市立徳山駅前図書館」である。これは当時の市長、木村健一郎の判断によるものであり、後に市議会で謝罪している。

### 施設概要
- 所在地 - 〒745-0034 周南市御幸通2丁目28番2（周南市徳山駅前賑わい交流施設内）
- 延床面積 - 2,374m2（図書館区画のみ）[26]
- 蔵書数 - 約60,000点[20]

指定管理者のCCCが図書館区画の一部を使用して蔦屋書店およびスターバックスを営業している。なお、市民活動支援センター、交流室、1階飲食施設（当初はフタバフルーツパーラー。2021年3月31日で閉店）等は、周南市徳山駅前賑わい交流施設の区画にあたる。

### 開館時間・休館日
- 開館時間 - 9:30-22:00（図書館内の蔦屋書店およびスターバックスは8:00～22:00）
- 休館日 - なし

### 交通アクセス
- JR徳山駅下車。みゆき口直結。徒歩1分[17]
- 防長交通「徳山駅前」バス停下車
- 山陽自動車道徳山東ICから車で約15分（国道2号線経由）[29]
- 山陽自動車道徳山西ICから車で約30分（国道2号線経由）[29]